# Moșnița Nouă, Timiș
Moșnița Nouă este satul de reședință al comunei cu același nume din județul Timiș, Banat, România. La 1 Ianuarie 2022 întreaga comună cu satele adiacente avea 16424 de locuitori.

## Geografie
Moșnița Nouă este situată pe drumul județean DJ592 care leagă Timișoara de Buziaș la aproximativ 12 km de centrul Timișoarei. Datorită evoluției urbanistice fulminante, localitatea a devenit practic alipită de aceasta. Moșnița Nouă se află în centrul teritoriului comunei, legată de celelalte localități cu drumuri comunale. Se învecinează cu Moșnița Veche 3 km mai la nord, Urseni 3 km la sud, Albina la est și Rudicica la sud-vest.

## Istorie
După cum o sugerează însuși numele localității, Moșnița Nouă este relativ nou înființată, având puțin peste 100 de ani. Ea a fost fondată la 1902 de coloniști maghiari veniți din Comitatul Bekes și din orașul ungar Szentes. Aceștia au fost aduși aici de administrația austro-ungară care a dispus deposedarea vechilor moșnițeni de pământurile necesare, defrișarea pădurii de pe actualul amplasament și construirea noului așezământ exclusiv de etnici maghiari. Cu timpul, Moșnița Nouă a depășit ca importanță mai vechea așezare Moșnița Veche (atestată încă din anul 1332) și a devenit reședința comunei cu același nume.